# Saint-Georges-sur-l'Aa
Saint-Georges-sur-l'Aa é uma comuna francesa na região administrativa de Altos da França, no departamento do Norte. Estende-se por uma área de 8.13 km². Em 2010 a comuna tinha 313 habitantes (densidade: 38,5 hab./km²).